# Revalidatiecentrum

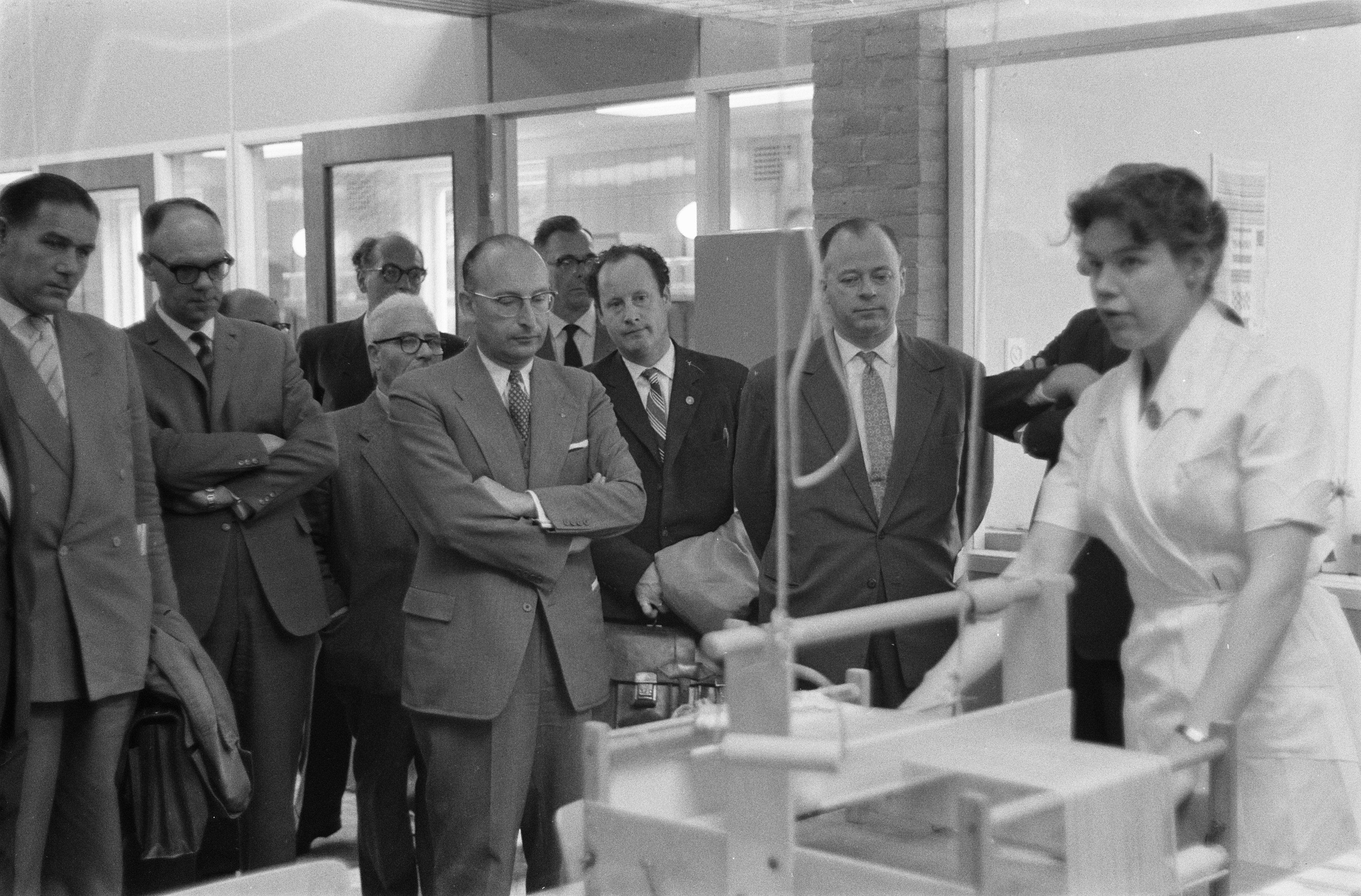
Opening van een revalidatiecentrum in het Oosterpark (1960).

Een revalidatiecentrum is een diagnose- en behandelingscentrum voor personen met een functiebeperking. 

## Nederland

### Structuur
Een revalidatiecentrum kan een autonome instelling zijn, maar ook een afdeling van een ziekenhuis, verzorgingsinstelling, MPI of school voor buitengewoon onderwijs of speciaal onderwijs. Om revalidatiecentrum te mogen heten moet er een revalidatiearts zijn die de behandelingen indiceert en het behandelend team begeleidt. Anders heet het een herstellingsoord of reactiveringsafdeling.

### Doelgroep
Het revalidatiecentrum is er voor kinderen, jongeren en volwassenen die als gevolg van een ziekte, ongeval of aandoening te maken hebben met beperkingen. Doel van de revalidatie is een zo zelfstandig mogelijk te leven In Nederland is in de Zorgverzekeringswet het recht op revalidatiezorg vastgelegd.

### Diagnosegroepen
- amputatie
- cerebrale parese
- Bindweefselaandoening
- chronische pijn, vermoeidheid
- chronische ziekte
- cognitieve stoornissen
- dwarslaesie
- spina bifida
- eet- en drinkproblematiek
- multiple sclerose
- multitrauma
- neuromusculaire aandoeningen/spierziekten
- niet-aangeboren hersenletsel, door een beroerte (CVA)
- niet-aangeboren hersenletsel, door een hersenkneuzing (contusio cerebri)
- niet-aangeboren hersenletsel, door een reanimatie
- ontwikkelingsproblemen
- reumatische aandoeningen
- spasticiteit
- longproblemen
- hartproblemen
- vegetatieve staat (tot de maximale leeftijd van 25 jaar)

### Therapieën
De therapie kan bestaan uit:
- kinesitherapie of fysiotherapie
- logopedie
- ergotherapie
- prothetiseren; prothese(s) aanmeten na amputatie(s)
- psychosociale gesprekken
- muziektherapie
- cognitietraining
- bewegingsagogie

of een combinatie daarvan.

### Revalidatieteam
Het behandelteam, onder leiding van een revalidatiearts, bestaat uit:
- Arts(-assistenten)
- Fysiotherapeuten
- Ergotherapeuten
- Logopedisten
- Muziektherapeut
- Maatschappelijk werkende
- Psycholoog(-assistenten)
- Cognitief trainer
- Bewegingsagoog
- Revalidatieverpleegkundigen
- Revalidatietechniek: orthopedisch schoentechnicus, orthopedisch instrumentmaker
- Diëtisten
- Medisch consulenten: internist, neuroloog, cardiologen, traumatoloog, psychiater

Het team wordt, mits het een klinische opname betreft, ondersteund door verpleegkundigen en ziekenverzorgenden.
Verder is er doorgaans een activiteitenbegeleiding en een "zware ergo" (houtbewerking) aanwezig. Hier kunnen patiënten creatief aan het werk. 
Sommige revalidatiecentra specialiseren zich in één bepaalde therapie-vorm, andere willen juist hun veelzijdigheid benadrukken. Behalve de functionele revalidatie, wordt ook meer en meer aandacht besteed aan de psychologische aanvaarding van de handicap. Een revalidatiecentrum voert in de regel enkel dagbehandelingen uit, maar door de nabijheid (soms hetzelfde gebouw) van een ziekenhuis of rusthuis kunnen patiënten toch ook overnachten. Het zelfstandige revalidatiecentrum komt steeds meer in opmars, in de 24 revalidatiecentra in Nederland werken ca. 4000 verpleegkundigen en verzorgenden. Enkele bekende revalidatiecentra zijn Adelante (voorheen de Lucaskliniek in Hoensbroek), Lyndenstein, Heliomare, Revant, Sint Maartenskliniek en Het Roessingh.

## Vlaanderen

### Doel
In Vlaanderen is revalidatie gericht op compensatie, herstel of het opheffen van functieverlies door een ongeval of ernstige ziekte. 
De doelstelling is dus herstel of verbetering van de stoornis en op een zo goed mogelijk functioneren van de persoon in zijn omgeving (gezin, school, werk, vrije tijd ...). Ook de omgeving wordt begeleid in de verwerking en aanpassing aan de noden van de revaliderende persoon. 
Een revalidatiecentrum kan verbonden zijn aan een (algemeen, universitair of psychiatrisch) ziekenhuis, maar ook uitsluitend aan ambulante revalidatie doen.

### Erkenning & betaling
De persoon die beroep wil doen op een revalidatiecentrum, heeft een medische goedkeuring nodig van het RIZIV. Het Vlaams Agentschap voor Personen met een Handicap zorgt voor de erkenning van de revalidatiecentra.
Voor terugbetaling van de revalidatiekosten (behandelingen, hulpmiddelen, farmaceutica) wendt een revaliderende persoon zich eerst tot zijn verzekeringsmaatschappij (burgerlijke aansprakelijkheid of eventueel arbeidsongevallenverzekering), vervolgens tot het Fonds voor Arbeidsongevallen of Fonds voor Beroepsziekten. Alleen wanneer dit geen oplossing biedt, kan de revaliderende terecht bij het Rijksinstituut voor Ziekte en Invaliditeit (via de erkende ziekenfondsen).